# 扁胫飞虱属
扁胫飞虱属（学名：Platytibia ）为稻虱科的一个属。

## 下属物种
本属包括以下物种：
- 红褐扁胫飞虱 Platytibia ferruginea Ding, 2006